# Claudia Kanowski
Claudia Kanowski (* 1968 in Berlin) ist eine deutsche Kunsthistorikerin.

## Werdegang
Claudia Kanowski studierte Kunstgeschichte, Klassische Archäologie und Geschichte an der FU Berlin, der Universität Bonn sowie der Universität zu Köln. 1997 wurde sie in Berlin mit einer Dissertation zum Thema Tafelsilber für die Bourgeoisie. Produktion und private Kundschaft der Pariser Goldschmiedefirmen Christofle und Odiot zwischen Second Empire und Fin de siècle promoviert. Noch im selben Jahr ging sie als Volontärin an das Badische Landesmuseum in Karlsruhe, wo sie bis 1999 blieb. 2001 wurde Kanowski Kuratorin am Museum für Archäologie Schloss Gottorf der Stiftung Schleswig-Holsteinische Landesmuseen. 2004 wechselte sie wieder in ihrer Heimatstadt Berlin, wo sie Kuratorin und stellvertretende Direktorin des Bröhan-Museums, des Landesmuseums für Jugendstil, Art Deco und Funktionalismus, wurde. 2015 wechselte sie als Kuratorin an das Kunstgewerbemuseum der Staatlichen Museen zu Berlin. Dort ist sie Kuratorin für die keramischen Bestände.
Kanowski befasst sich mit nichtarchäologischer Keramik, ihr Schwerpunkt liegt allerdings bei den figurativen Keramik-Plastiken aus Porzellan und Fayence des Rokoko.

## Publikationen (Auswahl)
- mit Rosemarie Stratmann-Döhler: Schloss und Hof Karlsruhe. Badisches Landesmuseum, Karlsruhe 1999, ISBN 3-923132-74-3.
- Tafelsilber für die Bourgeoisie. Produktion und private Kundschaft der Pariser Goldschmiedefirmen Christofle und Odiot zwischen Second Empire und Fin de siècle (= Berliner Schriften zur Kunst. Band 13). Gebr. Mann, Berlin 2001, ISBN 3-7861-2334-9.
- Bearbeitung: Herwig Guratzsch: Fayencen aus dem Ostseeraum. Keramische Kostbarkeiten des Rokoko. Hirmer, München 2003, ISBN 3-7774-9740-1.
- mit Ingeborg Becker: Bröhan Museum, Berlin.Jugendstil, Art Deco, Funktionalismus (=  Prestel-Museumsführer). Prestel, München–Berlin–London–New York 2006, ISBN 3-7913-3573-1.
- Fragile. Glaskunst 1889–1939. Bröhan-Museum, Berlin 2010, ISBN 978-3-941588-06-6.
- mit Grita Götze: Grita Götze. Keramik 2015–2021. Mitteldeutscher Verlag, Halle 2022, ISBN 978-3-96311-700-8.

Herausgeberschaften/Bearbeitungen
- mit Margrit Bröhan: Glaskunst 1889–1939 (= Bestandskataloge des Bröhan-Museums. Band 7). Bröhan-Museum, Berlin 2010, ISBN 978-3-941588-03-5.
- mit Tobias Hoffmann: Lust auf Dekor. KPM-Porzellane zwischen Jugendstil und Art Deco. Die Ära Theo Schmuz-Baudiß (= Veröffentlichungen des Bröhan-Museums. Band 19). Wienand, Köln 2013, ISBN 978-3-86832-182-1.
- mit Ingeborg Becker: Avantgarde für den Alltag. Jüdische Keramikerinnen in Deutschland 1919–1933. Marguerite Friedlaender-Wildenhain, Margarete Heymann-Marks, Eva Stricker-Zeisel (= Veröffentlichungen des Bröhan-Museums. Band 18). Bröhan-Museum, Berlin 2013, ISBN 978-3-941588-10-3.
- Flora, Fauna, Fabelwesen. Malerei auf Keramik. Grita Götze, Heidi Manthey, Sonngard Marcks. Kunstgewerbemuseum – Staatliche Museen zu Berlin, Berlin 2020, ISBN 978-3-88609-845-3.